# Quinta do Chantre
A Quinta do Chantre localiza-se na freguesia atual de Custóias, Leça do Balio e Guifões, município de Matosinhos, distrito do Porto, em Portugal, numa zona de fronteira com o município da Maia.
A Quinta e Casa do Chantre encontram-se classificadas como Imóvel de Interesse Público desde 1978.

## História
A casa foi construída por iniciativa de Dominguos Barbosa, cónego magistral da Sé do Porto, entre 1732 e 1736, para servir de local de repouso, com projeto do arquiteto italiano Nicolau Nasoni.

## Características
Apresenta planta retangular, tendo no ângulo noroeste uma capela. A fachada do edifício, bem equilibrada, é dominada por um torreão central que ostenta a pedra de armas dos Barbosa e Albuquerque. Ao centro da fachada desenrola-se uma elegante escadaria exterior, com acesso ao andar nobre, onde se abrem diversas janelas e varandas de pedra de granito, bem trabalhadas.
Destaca-se o portão em ferro da entrada principal da quinta, através do qual não apenas se pode admirar a fachada principal do edifício, mas também uma alameda de acesso e os jardins e motivos escultóricos circundantes, reforçando assim o barroco paisagístico das obras de Nasoni.